# Concorso Pianistico Internazionale "Roma"
Il Concorso Pianistico Internazionale “Roma” è un concorso pianistico aperto a musicisti di tutto il mondo. Alle precedenti edizioni si sono iscritti in totale oltre 4200 giovani provenienti da 80 Paesi dei cinque continenti.

## Storia
È stato istituito nel 1990 (dopo la prima edizione nazionale del 1989) dalla pianista Marcella Crudeli che ha ricoperto in tutte le edizioni il ruolo di direttore artistico.
È organizzato dall'Associazione Culturale “Fryderyk Chopin”, fondata nel 1987 da Marcella Crudeli che ne è tuttora presidente. L'Associazione rappresenta l'Italia nell'ambito della IFCS-International Federation of Chopin Societies di Varsavia.
Fino al 1994 il Concorso è stato realizzato in collaborazione con l'Ente dello Spettacolo, presieduto da Sergio Trasatti.
Attualmente la manifestazione è organizzata in collaborazione con la FCOM-Fryderyk Chopin Organizzazioni Musicali e con la Fondazione Cuomo.
Nel 1996, ha ottenuto l'Alto Patronato del Presidente della Repubblica da Oscar Luigi Scalfaro, riconfermato da Carlo Azeglio Ciampi. A partire dal 2006, con Giorgio Napolitano e Sergio Mattarella, la manifestazione ha mantenuto il riconoscimento del Capo dello Stato che, per diversi anni, ha concesso al Concorso la sua Adesione e la Targa o la Medaglia di rappresentanza.
Nel 2014, è stato conferito il patrocinio da parte della Commissione Nazionale Italiana per l'UNESCO e, dal 2016, anche da parte del Club per l'UNESCO di Roma.
Dal 2012 fa parte della Alink-Argerich Foundation e, dal 2015, rappresenta l'Italia nell'ambito della IFCS-International Federation of Chopin Societies di Varsavia.
Il Concorso è diviso in due parti: a categorie e in tre prove denominati fino al 2003, rispettivamente, Concorso Pianistico Internazionale per Giovani Pianisti e Concorso Pianistico Internazionale “Roma”. A partire dal 2004, l'intero concorso ha assunto l'attuale denominazione, mentre la competizione a prove è stata intitolata a Fryderyk Chopin, prendendo il nome dall'Associazione organizzatrice.
Dal 1997, è stata introdotta la terza prova con orchestra che si è andata ad aggiungere alla parte solistica.
Dal 2018, le Sezioni "A" e "B" hanno assunto, rispettivamente, la denominazione di "Giovani Pianisti" e di "Pianisti Emergenti", mantenendo inalterati limiti di età e repertorio.
Dal 2019 al 2022 è stata istituita una collaborazione artistica con l'Università Roma Tre e con la Roma 3 Orchestra. Dal 2023, l'orchestra che accompagna i finalisti ha assunto la denominazione di Orchestra del Concorso Pianistico Internazionale "Roma" ed è diretta dal M° Filippo Manci.
Dal 2024 il Concorso viene organizzato dalla Fondazione "Marcella Crudeli", nata dalla trasformazione dell'Associazione Culturale "Fryderyk Chopin".

## Albo d'oro
- 1989 (Concorso Pianistico Nazionale)

1. Cat. A: Roberto Prosseda
2. Cat. B: Gabriele BECHERI
3. Cat. C: Francesca CARDONE
4. Cat. D: Tatjana VRATONJIĆ
5. Cat. E: Enrico CAMERINI
6. Cat. F: Non assegnato
7. Cat. G (Duo a quattro mani): Gianluca PASSEROTTI - Andrea TURINI

- 1990

1. Cat. A: Diletta PARADISI (ITA)
2. Cat. B: Non assegnato
3. Cat. C: Silvia CUCCURULLO (ITA)
4. Cat. D: (Concorso a prove) : 1º Premio: Ruei-Bin CHEN (TWN) - 2º Premio: Sergej EROCHIN (RUS) - 3º Premio: Non assegnato
5. Cat. E: Non assegnato
6. Cat. F (Duo a quattro mani): Non assegnato
7. Cat. G (Duo a quattro mani): Non assegnato

- 1991

1. Cat. A: Non assegnato
2. Cat. B: Non assegnato
3. Cat. C: Nadja BULATOVIĆ (YUG)
4. Cat. D: Non assegnato
5. Cat. E: Ryoko NOHARA (JPN)
6. Cat. F (Duo a quattro mani): Non assegnato
7. Cat. G (Duo a quattro mani): Stefano ALBANESE (ITA) - Barbara CHIESI (ITA)
8. "Roma" 1991 (a prove): 1º Premio: Enrico CAMERINI (ITA) - 2º Premio ex aequo: Luca MONTI (ITA) - Giuseppe BRUNO (ITA) - Joo Ann KOH (SIN) - 3º Premio: Non assegnato

- 1992

1. Cat. A: Alessandro ROSELLETTI (ITA)
2. Cat. B: Davide FELIGIONI (ITA)
3. Cat. C: Non assegnato
4. Cat. D (Duo a quattro mani): Jurij ČERBAKOV (UKR) - Ol'ga ČERBAKOVA (UKR)
5. Cat. E (Duo su due pianoforti): Fabio GEMMITI (ITA) - Sandro Luciano GEMMITI (ITA)
6. "Roma" 1992 (a prove): 1º Premio: Oleg MARŠEV (RUS) - 2º Premio ex aequo: Cedomir NIKOLIC (YUG) - Giovanni DURANTE (ITA) - 3º Premio: Non assegnato

- 1993

1. Cat. A: Marek SZLEZER (POL)
2. Cat. B: Non assegnato
3. Cat. C: Simona SANTINI (ITA)
4. Cat. D (Duo a quattro mani): Sara BARTOLUCCI (ITA) - Rodolfo ALESSANDRINI (ITA)
5. Cat. E (Duo su due pianoforti): Jurij ČERBAKOV (UKR) - Ol'ga ČERBAKOVA (UKR)
6. "Roma" 1993 (a prove): 1º Premio: Alessandro ROSELLETTI (ITA) - 2º Premio: Maria Gabriella MARIANI (ITA) - 3º Premio: Veronica REZNIKOVSKAYA (RUS)

- 1994

1. Cat. A: Iouri CHADRINE (RUS)
2. Cat. B: Kristjian RANDALU (EST)
3. Cat. C (Duo a quattro mani): Davide TRIVELLA (ITA) - Daniele TRIVELLA (ITA)
4. Cat. D (Duo su due pianoforti): Christopher HUGHES (GBR) - Eriko NIWANO (GBR)
5. "Roma" 1994 (a prove): 1º Premio: Rustem SAJTKOULOV (RUS) - 2º Premio ex aequo: Laurent BOUKOBZA (FRA) - Konstantin ŠČRBAKOV (RUS) - 3º Premio: Mayuko HATTORI (JPN)

- 1995

1. Cat. A: Fabio BIFFI (ITA)
2. Cat. B: Helena SHVETSOVA (UKR)
3. Cat. C (Duo a quattro mani): Non assegnato
4. Cat. D (Duo su due pianoforti): Valentina BOJKO (RUS) - Elisaveta ROMANOVSKAJA (RUS)
5. "Roma" 1995 (a prove): 1º Premio: Emre ŞEN (TUR) - 2º Premio: Boris FEDOROV (RUS) - 3º Premio: Rutsuko YAMAGISHI (JPN)

- 1996

1. Cat. A: Roberto Giordano (ITA)
2. Cat. B: Milos MIHAJLOVIC (YUG)
3. Cat. C (Duo a quattro mani): Ivana TODOROVIĆ (YUG) - Maja APOSTOLSKA (YUG)
4. Cat. D (Duo su due pianoforti): Andrea TURINI (ITA) - Gianluca PASSEROTTI (ITA)
5. "Roma" 1996 (a prove): 1º Premio: Marcus Kretzer (GER) - 2º Premio: Maxence PILCHEN (BEL) - 3º Premio: Antonio POMPA-BALDI (ITA)

- 1997

1. Cat. A: Vadim AGUEEV (RUS)
2. Cat. B: Non assegnato
3. Cat. C (Duo a quattro mani): Esmeralda FRASCATORE (ITA) - Barbara CHIESI (ITA)
4. Cat. D (Duo su due pianoforti): Maja BERDIEVA (RUS) - Aleksej SUČKOV (RUS)
5. "Roma" 1997 (a prove): 1º Premio: Yuko SEKI (JPN) - 2º Premio: Peter AIDU (RUS) - 3º Premio: Margrit-Julia ZIMMERMANN (GER)

- 1998

1. Cat. A: Valentina VLASOVA (RUS)
2. Cat. B: Ruslan BEZBROŽ (UKR)
3. Cat. C (Duo a quattro mani): Daniela MAINARDI (ITA) - Donatella SCAGLIARINI (ITA)
4. Cat. D (Duo su due pianoforti): Olha ČIPAK (UKR) - Oleksij KUŠNIR (UKR)
5. "Roma" 1998 (a prove): 1º Premio: Ruslan BEZBROŽ (UKR) - 2º Premio: Ferenc VIZI (ROU) - 3º Premio: Roberto GIORDANO (ITA)

- 1999

1. Cat. A: Melania KLUGE (GER)
2. Cat. B: Nataliya MOROZOVA (RUS)
3. Cat. C (Duo a quattro mani): Davide CAVALLI (ITA) - Davide MUCCIOLI (ITA)
4. Cat. D (Duo su due pianoforti): Natalija MOROZOVA (RUS) - Vitalij ŽUNICKIJ (RUS)
5. "Roma" 1999 (a prove): 1º Premio: Boris GILTBURG (ISR) - 2º Premio: Roberto GIORDANO (ITA) - 3º Premio: Azamat KURMASHEV (KZN)

- 2000

1. Cat. A: Vasilij KUZNECOV (RUS)
2. Cat. B: Vaiva EIDUKAITYTĖ (LTU)
3. Cat. C (Duo a quattro mani): Non assegnato
4. Cat. D (Duo su due pianoforti): Galina IONKINA (RUS) - Olesja TUTOVA (RUS)
5. "Roma" 2000 (a prove): 1º Premio: Chang CHEN-CHEVASSUS (TWN-FRA) - 2º Premio: Igor' POLTAVCEV (RUS) - 3º Premio: Non assegnato

- 2001

1. Cat. A: Michail SEMENOV (RUS)
2. Cat. B: Michail SEMENOV (RUS)
3. Cat. C (Duo a quattro mani): Non assegnato
4. Cat. D (Duo su due pianoforti): Yuval ADMONY (ISR) - Tami KANAZAWA (JPN)
5. "Roma" 2001 (a prove): 1º Premio: Roberto CORLIANO' (ITA) - 2º Premio: Federico GIANELLO (ITA) - 3º Premio: Young-Ah KIM (AUS)

- 2002

1. Cat. A: Monika QUINN (POL)
2. Cat. B: Ekaterina KUČERUK ADAMOVA (RUS)
3. Cat. C (Duo a quattro mani): Beatrice ZONTA (ITA) - Vesna ZUPPIN (ITA)
4. Cat. D (Duo su due pianoforti): Non assegnato
5. "Roma" 2002 (a prove): 1º Premio: Denis GROMOV (RUS) - 2º Premio: Federico GIANELLO (ITA) - 3º Premio: Elena SADČIKOVA (RUS)

- 2003

1. Cat. A: Yoshio HAMANO (JPN)
2. Cat. B: Anastasija SEIFETDINOVA (RUS)
3. Cat. C (Duo a quattro mani): Non assegnato
4. Cat. D (Duo su due pianoforti): Amy HAMANN (USA) - Sara HAMANN (USA)
5. "Roma" 2003 (a prove): 1º Premio: Wei-Chi LIN (TWN) - 2º Premio: Marc-Pierre TOTH (CAN) - 3º Premio: Armine GRIGORYAN (ARM)

- 2004

1. Sez. A: Ryoma TAKAGI (JPN)
2. Sez. B: Mayo HAYAMI (JPN)
3. Duo a quattro mani: Chiara SOAVE (ITA) - Cecilia BACCOLO (ITA)
4. Duo su due pianoforti: Stanislava VARSHAVSKY (ISR) - Diana SHAPIRO (ISR)
5. Premio "Chopin" (a prove): 1º Premio: Luca Rasca (ITA) - 2º Premio: Marc-Pierre TOTH (CAN) - 3º Premio: Michail SEMENOV (RUS)

- 2005

1. Sez. A: Michal KUROWSKI (POL)
2. Sez. B: Melania KLUGE (GER)
3. Duo a quattro mani: Mirei TSUJI (JPN) - Miho SANO (JPN)
4. Duo su due pianoforti: Mirei TSUJI (JPN) - Miho SANO (JPN)
5. Premio "Chopin" (a prove): 1º Premio: Lilian AKOPOVA[1] (ARM) - 2º Premio: Non assegnato - 3º Premio ex aequo: Regina ČERNYČKO (RUS) - Marc-Pierre TOTH (CAN)

- 2006

1. Sez. A: Frank Pierre DUEPREE (GER)
2. Sez. B: Niccolò RONCHI (ITA)
3. Duo a quattro mani: Leonardo BARTELLONI (ITA) - Cristiana NICOLINI (ITA)
4. Duo su due pianoforti: Non assegnato
5. Premio "Chopin" (a prove): 1º Premio: Aleksandr JAKOVLEV (RUS) - 2º Premio: Non assegnato - 3º Premio: Daniela CEKOVA (BUL)

- 2008

1. Sez. A: Irina VATERL (AUT)
2. Sez. B: Daria PILTYAY (RUS)
3. Duo a quattro mani: Non assegnato
4. Duo su due pianoforti: Irina VATERL (AUT) - Silvia VATERL (AUT)
5. Premio "Chopin": 1º Premio: Il'ja Maksimov (RUS) - 2º Premio: Tanya KARYAGINA (USA) - 3º Premio: Non assegnato

- 2009

1. Sez. A: Enrico CICCONOFRI (ITA)
2. Sez. B: Xianji LIAO (CHN)
3. Duo a quattro mani: Non assegnato
4. Duo su due pianoforti: Non assegnato
5. Premio "Chopin" (a prove): 1º Premio: Denis ŽDANOV (UKR) - 2º Premio: Scipione SANGIOVANNI (ITA) - 3º Premio: Claudia CORDERO-VALETA (ESP)

- 2010

1. Sez. A: Aleksandar PAVLOVIĆ (SRB)
2. Sez. B: Stefano GUARASCIO (ITA)
3. Duo a quattro mani: Yoon-Jee KIM (KOR) - Jaekyung YOO (KOR)
4. Duo su due pianoforte: Yoon-Jee KIM (KOR) - Jaekyung YOO (KOR)
5. Premio "Chopin" (a prove): 1º Premio: Scipione SANGIOVANNI (ITA) - 2º Premio: Jun ISHIMURA (JPN) - 3º Premio: Non assegnato

- 2011

1. Sez. A: William Luke JONES (GBR)
2. Sez. B: Leon BUCHE (GER)
3. Duo a quattro mani: Adelaïde PANAGET (FRA) - Naïri BADAL (FRA)
4. Duo su due pianoforti: Adelaïde PANAGET (FRA) - Naïri BADAL (FRA)
5. Premio "Chopin" (a prove): 1º Premio: Dmitrij MASLEEV (RUS) - 2º Premio: Xing-Ji PIAO (CHN) - 3º Premio: Stefano ANDREATTA (ITA)

- 2012

1. Sez. A: Can ÇAKMUR (TUR)
2. Sez. B ex aequo: Myunghyun KIM (KOR) - Marios PANTELIADIS (GRE)
3. Duo a quattro mani: Martyna JATKAUSKAITĖ (LTU) - Thomas BESNARD (FRA)
4. Duo su due pianoforti: Antonija JORDANOVA (BUL) - Ivan KJURKČIEV (BUL)
5. Premio "Chopin" (a prove): 1º Premio: Mamikon NAKHAPETOV (GEO) - 2º Premio: Seul-Ki CHEON (KOR) - 3º Premio: Chie TAKENAKA (JPN)

- 2013

1. Sez. A: Ivan BASIĆ (SRB)
2. Sez. B ex aequo: Mirette HANNA (EGY) - Nadav VERBIN (ISR)
3. Duo a quattro mani: Non assegnato
4. Duo su due pianoforti: Ewa DANILEWSKA (POL) - Michał BIEL (POL)
5. Premio "Chopin" (a prove): 1º Premio: Jackie Jaekyung YOO (KOR) - 2º Premio: Michelle CANDOTTI (ITA) - 3º Premio: Polina SASKO (UKR)

- 2014

1. Sez. A: Uram KIM (KOR)
2. Sez. B: Maksim KINASOV (RUS)
3. Duo a quattro mani: Anastasija GOROCHOVČEVA (RUS) - Ekaterina MURAV'ËVA (RUS)
4. Duo su due pianoforti: Friederike STEGMANN (GER) - Karolin STEGMANN (GER)
5. Premio "Chopin" (a prove): 1º Premio: CHEN Guang (CHN) - 2º Premio: Michael DAVIDOV (ISR-ESP) - 3º Premio: Non assegnato

- 2015

1. Sez. A: Xing CHANG (CHN)
2. Sez. B: Alisa STEKOLŠČIKOVA (RUS)
3. Duo a quattro mani: Ol'ga KEMOVA (RUS) - Ksenija KEMOVA (RUS)
4. Duo su due pianoforti: Aleksandra SOBON-WAKARECY (POL) - Pawel WAKARECY (POL)
5. Premio "Chopin" (a prove): 1º Premio: Evgenij STARODUBCEV (RUS) - 2º Premio: Danilo MASCETTI (ITA) - 3º Premio: François-Xavier POIZAT (SUI)

- 2016

1. Sez. A: Tzu-Chia HUANG (CHN)
2. Sez. B: Setareh SHAFII TABATABAI (IRN)
3. Duo a quattro mani: Klara KRAJ (POL) - Dominika GRZYBACZ (POL)
4. Duo su due pianoforti: Imre DANI (HUN) - Istvan VASS (HUN)
5. Premio "Chopin" (a prove): 1º Premio: Ryoma TAKAGI (JPN) - 2º Premio: Danija CHAJBULLINA (RUS) - 3º Premio: Hao-Zi YOH (MAS)

- 2017

1. Sez. A: Elena KOLESNIKOVA (RUS)
2. Sez. B: Ludovica DE BERNARDO (ITA)
3. Duo a quattro mani: Vincent NEEB (GER) - Sophie NEEB (GER)
4. Duo su due pianoforti: Klara KRAJ (POL) - Dominika GRZYBACZ (POL)
5. Premio "Chopin" (a prove): 1º Premio: Dmytro CHONI (UKR) - 2º Premio ex aequo: Anna BULKINA (RUS) - Shuan-Hern LEE (AUS) - 3º Premio: Non assegnato

- 2018

1. Giovani Pianisti: Kasparas MIKUŽIS (LTU)
2. Pianisti Emergenti: Kasparas MIKUŽIS (LTU)
3. Duo a quattro mani: Giuseppe Carmine ATORINO (ITA) - Armando SABBARESE (ITA)
4. Duo su due pianoforti: Kyungchan BAHK (KOR) - Jongwha PARK (KOR)
5. Premio "Chopin" (a prove): 1º Premio: Yuanfan YANG (GBR) - 2º Premio: Soo-Jin CHA (KOR) - 3º Premio: Gen LI (CHN)

- 2019

1. Giovani Pianisti: Emma GUERCIO (ITA)
2. Pianisti Emergenti: Arashi KAWAMOTO (JPN)
3. Duo a quattro mani: Grzegorz NOWAK (POL) - Anna WIELGUS (POL)
4. Duo su due pianoforti: Nora NOVOTNÁ (CZE) - Zora NOVOTNÁ (CZE)
5. Premio "Chopin" (a prove): 1º Premio: Halyna HUSAČENKO (UKR) - 2º Premio: Yeontaek OH (KOR) - 3º Premio: Da Young KIM (KOR)

- 2021

1. Giovani Pianisti: Ruben XHAFERI (ITA)
2. Pianisti Emergenti: Kaito MURAMATSU (JPN)
3. Duo a quattro mani: Chiara ALAIMO (BEL) - Fiona ALAIMO (BEL)
4. Duo su due pianoforti: Fiona ALAIMO (BEL) - Chiara ALAIMO (BEL)
5. Premio "Chopin" (a prove): 1º Premio: Slava GUERCHOVITCH (FRA) - 2º Premio: Ivan BAŠIĆ (SRB) - 3º Premio: Yijia LIN (CHN)

- 2022

1. Giovani Pianisti: Vito SAULLE (ITA)
2. Pianisti Emergenti: Vera CECINO (ITA)
3. Duo a quattro mani: Galina ČISTJAKOVA (RUS) - Diego BENOCCI (ITA)
4. Duo su due pianoforti: Wei SHI (CHN) - Rong SHI (CHN)
5. Premio "Chopin" (a prove): 1º Premio: Denis LINNIK (BLR) - 2º Premio: Vsevolod BRIGIDA (RUS) - 3º Premio: Non assegnato

- 2023

1. Giovani Pianisti: Joel MADALIŃSKI-ARTUR (GER)
2. Pianisti Emergenti: Massimo URBAN (ITA)
3. Duo a quattro mani ex aequo: Beatrice DALLAGNESE (ITA) - Eleonora DALLAGNESE (ITA) / Eryk KOSZELA (POL) - Yehuda PROKOPOWICZ (POL)
4. Duo su due pianoforti: Nao KANEMURA (JPN) - Yoshiaki SATO (JPN)
5. Premio "Chopin" (a prove): 1º Premio: Dina IVANOVA (RUS) - 2º Premio: Vera CECINO (ITA) - 3º Premio: Rongrong GUO (CHN)